# Mezei Frigyes
Mezei Frigyes, Wiesner (Mór, 1887. szeptember 26. – Budapest, 1938. március 27.) magyar olimpiai bronzérmes atléta. Korábbi neve Friedrich Wiesner. Az első világháború idején a román fronton hadnagyként szolgált.

## Sportegyesülete
A Budapesti EAC (BEAC) atlétájaként sportolt.

### Legjobb eredményei
- 1908-ban 100 m - 11,3
- 1912-ben 200 m - 22,5
- 1913-ban 400 m - 49,7

### Olimpiai játékok
Angliában, Londonban rendezték az V., az  1908. évi nyári olimpiai játékok 
atlétikai versenyeit, ahol a Simon Pál, Mezei Frigyes, Nagy József, Bodor Ödön összeállítású olimpiai váltó tagjaként bronzérmes lett. Egyéni versenyzőként a 100 és 200 m-es síkfutásban nem jutott a döntőbe.
Svédországban rendezték az VI., az 1912. évi nyári olimpiai játékok atlétikai versenyeit, ahol egyéniben a 200 és 400 méteren, valamint a 4 x 400 méteres váltóval nem jutott döntőbe.

## Szakmai sikerek
A negyedik Isonzói csata alkalmával tanúsított bátor magatartásáért az első osztályú ezüst vitézségi éremmel tüntették ki. 

## Külső hivatkozások
- Mezei Frigyes. wikidata.org. (Hozzáférés: 2015. augusztus 30.)
- Mezei Frigyes. sportmuzeum.hu. (Hozzáférés: 2015. augusztus 30.)[halott link]
- Mezei Frigyes. huszadikszazad.hu. (Hozzáférés: 2015. augusztus 30.)

1. ↑  https://adt.arcanum.com/hu/view/Sportkonyvek_450/?pg=38&layout=s